# Independence Hills
Independence Hills är en kulle i Antarktis. Den ligger i Västantarktis. Chile gör anspråk på området. Toppen på Independence Hills är 953 meter över havet.
Terrängen runt Independence Hills är kuperad västerut, men österut är den platt. Trakten är glest befolkad. Närmaste befolkade plats är Arturo Parodi Station, 11,0 kilometer norr om Independence Hills.